# I Close My Eyes
I Close My Eyes ist ein Popsong von Sandra aus dem Jahr 2002. Er wurde im November 2002 als dritte und letzte Single des Albums The Wheel of Time veröffentlicht.

## Entstehung und Veröffentlichung
I Close My Eyes wurde von Michael Cretu mit Andy Jonas geschrieben und von Cretu mit Jens Gad produziert. Jonas hatte bereits auf Close to Seven und Fading Shades den männlichen Gesang beigesteuert. Es handelt sich um eine Popballade. Die Protagonistin im Text des Songs fühlt sich nach dem Ende einer Beziehung allein und verlassen und bittet das Gegenüber, für sie da zu sein.
Die Maxi-Single erschien am 11. November 2002 bei Virgin Records. Sie enthält die weiteren Songs Forgive Me (Chill Out radio mix) sowie The Wheel of Time, das Titelstück des damals aktuellen Albums von Sandra. Zudem war das Video zum Song Forever enthalten.

## Chartplatzierungen
| ChartsChartplatzierungen | Höchstplatzierung | Wochen |
| ------------------------ | ----------------- | ------ |
| Deutschland (GfK)        | 93 (1 Wo.)        | 1      |